# 詹希元
詹希元，（14世纪—1387年）又名詹希原，字孟舉，號逸庵、丙寅訥叟，安徽歙县人。

## 生平
工書法，“詹希元善大書，兼歐虞顏柳，凡宮殿、城門、坊扁皆希元書。”洪武初為鑄印副使，官至中書舍人。創制「五輪沙漏」，以齒輪、時刻盤合成。